# دوشنگکی (استان لهستان بزرگ‌تر)
دوشنگکی (به لهستانی:  Duszniki) یک روستا در لهستان است که در گمینا دوشنگکی واقع شده‌است. دوشنگکی ۲٬۱۰۰ نفر جمعیت دارد.